# 井上馨太
井上 馨太（いのうえ けいた、6月29日 - ）は、日本の作曲家、編曲家。新潟県出身。MONACA所属。

## 概要
新潟県出身。駒澤大学グローバル・メディア学科卒業。
2021年に作編曲した楽曲「VOY@GER」ではオリコン週間CDシングルチャートで2位を記録した。

## 参加作品

### アニメ
2020年
- まえせつ！（一部劇伴作編曲）
- おちこぼれフルーツタルト（一部劇伴作編曲）

2021年
- Vivy -Fluorite Eye's Song- 劇中歌「Vivy -Fluorite Eye's Song- Vocal Collection ~Sing for Your Smile~」（作編曲）

2022年
- 阿波連さんははかれない（一部劇伴作編曲）

2025年
- 魔神創造伝ワタル（一部劇伴作編曲）

### ゲーム
- アイドルマスターシリーズ
  - イメージソング「VOY@GER」（2021年、作編曲[8]）
- アイドルマスター SideM
  - 『緑陰のGymnasium』収録楽曲「Stories」（2021年、編曲[9]）

### アーティスト
- GEMS COMPANY
  - 「オンリー・マイ・フレンド」（2018年、編曲[10]）
  - 「しゃかりきマイライフ！」（2018年、編曲[11]）
  - 「ジンセイJust do it!!!表明」（2021年、作編曲[12]）
  - 「LUMINOUS BUTTERFLY」（2021年、作編曲[13]）
  - 「FUN FUN JAPAN〜津々浦々四季折々〜」（2021年、作編曲[14]）